# كليف أيسن
كليف أيسن (بالألمانية: Cliff Eisen)‏ هو ملحن نمساوي، ولد في 21 يناير 1952.

## وصلات خارجية
- كليف أيسن على موقع ميوزك برينز (الإنجليزية)
- كليف أيسن على موقع ديسكوغز (الإنجليزية)